# أوصياء مملكة فرنسا

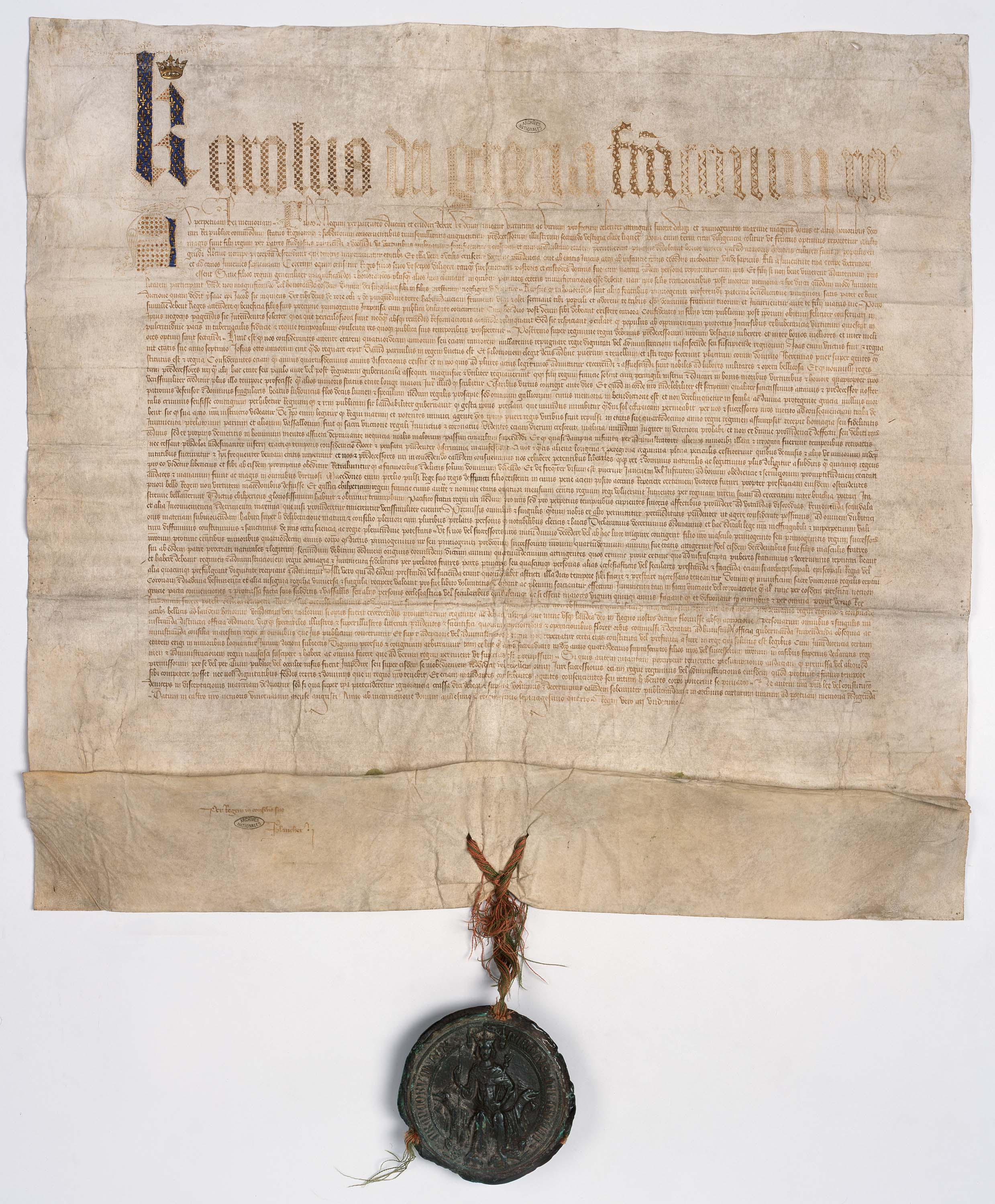

الوصي المملكة (بالفرنسية: Régent de France)‏، لقب وظيفي مارس في فرنسا لتسير المملكة أو الإمبراطورية خلال فترة قُصر أو غياب ملك فرنسا، مارس العديد من الأمراء والملكات والأساقفة الوصاية عبر عدة طرق للتعيين، في العادة يمارس الوصي السلطة على الملك الفرنسي القاصر حتى بلوغه سن البلوغ، أو ربما تمارس منذ وفاة الملك وحتى ولادة الجنين (كما في حالة الصغير جان الأول)، أو ربما أثناء غياب الملك بسبب مشاركته في الحروب والمعارك.

## قائمة الأوصياء المملكة بين 885 و1870
- 885-887: الإمبراطور شارل البدين وصي على القاصر شارل الشجاع، بحيث تم إيوائه من قبل بعض النبلاء المملكة بعد غزوات الفايكنغ، ومنع من الخلافة.
- 954-956: برونو رئيس أساقفة كولونيا (خاله) وصي على القاصر الملك لوثير.
- 1066-1060: بالدوين الخامس كونت فلاندرز (زوج عمة الملك)، ربما مع والدة الملك آن الكييفية أوصياء الملك القاصر فيليب الأول.
- 1149-1147: المستشار سوجر أصبح الوصي على الملك لويس السابع أثناء مشاركته في الحملة الصليبية الثانية، وأدى الدور بمساعدة من القسيس شمشون ورالف الأول كونت فرماندوا (ابن عم الملك).

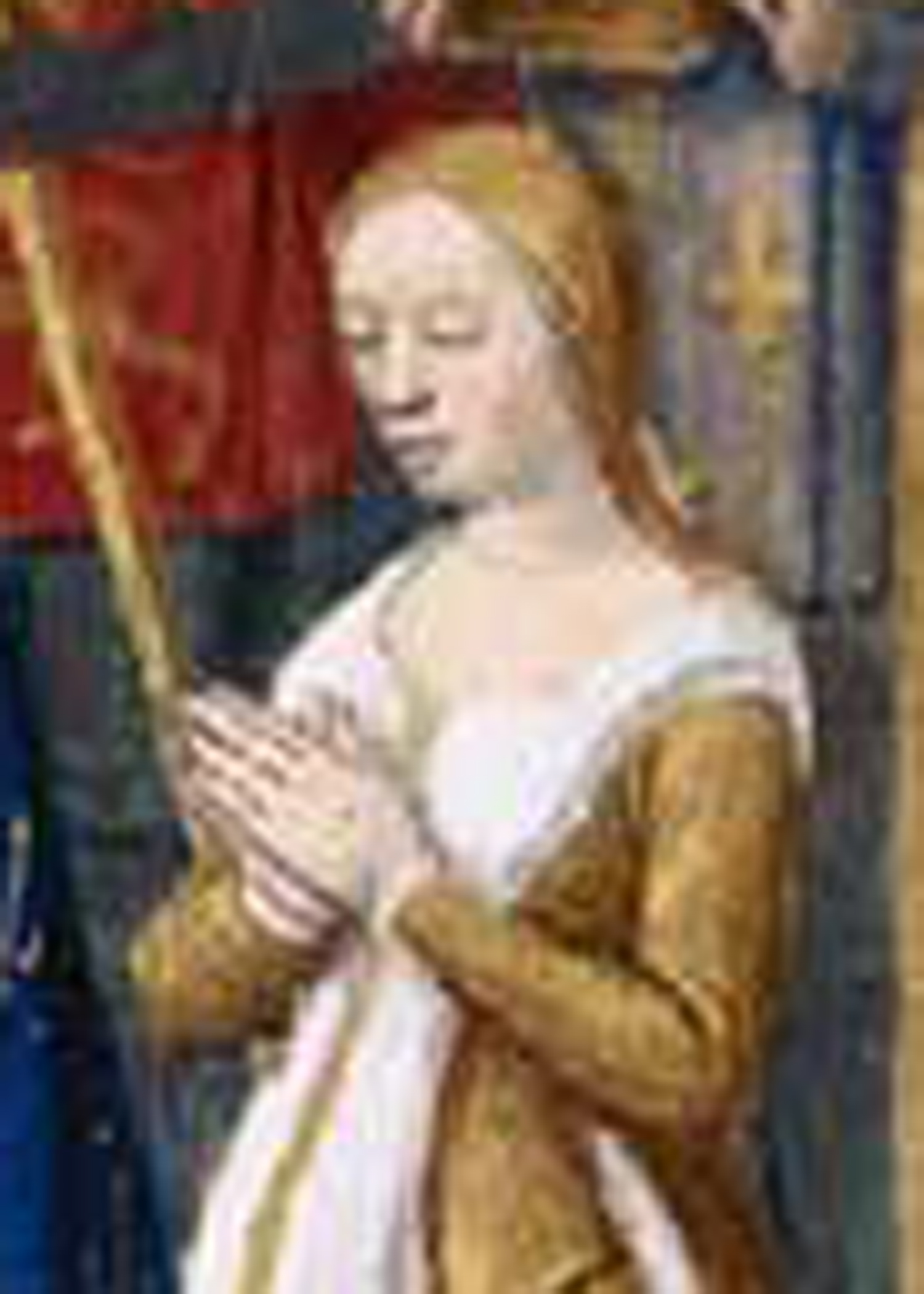
بلانكا القشتالية زوجة الملك لويس الثامن ووالدة لويس التاسع حيث مارست عليه الوصاية ثلاثة مرات.

- 1235-1226: بلانكا القشتالية (الوالدة) وصية على ابنها القاصر الملك لويس التاسع. (المرة الأولى)
- 1252-1248: بلانكا القشتالية (الوالدة) وصية على ابنها الملك لويس التاسع أثناء مشاركته في الحملة الصليبية السابعة. (المرة الثانية)
- 1254-1252: مجلس الوصاية أثناء غياب الملك لويس التاسع، ووفاة بلانكا.
- 1270: مجلس الوصاية برئاسة ماثيو دو فاندوم أثناء غياب الملك لويس التاسع بسبب مشاركته في الحملة الصليبية الثامنة.
- 1285: مجلس الوصاية برئاسة ماثيو أثناء غياب الملك فيليب الثالث بسبب مشاركته في الحملة الصليبية على أراغون.
- 1316: فيليب كونت بواتييه (عم الملك) الوصي منذ وفاة شقيقه لويس العاشر حتى ولادة ووفاة ابن شقيقه جان الأول بعد أيام قليلة، وبعدها انفرد بسلطة لوحده.
- 1328 : فيليب دو فالوا (ابن عم الملك) أصبح الوصي لفترة وجيزة منذ وفاة الملك شارل الرابع حتى ولادة ابنته بلانش، وبذلك تم إلغاء الوصاية، وأصبح الوصي ملكاً على البلاد.
- 1360-1356 : الدوفين شارل أصبح الوصي على والده جان الثاني أثناء أسره من قبل الإنجليز بعد معركة بواتييه.
- 1364 : الدوفين شارل أصبح الوصي على والده جان الثاني وذلك بعد رجوعه إلى الأسر، بعد اخلال أحد أبنائه ببنود المعاهدة مع الإنجليز.
- 1388-1380 : أعمام الملك لويس الأول دوق أنجو وجان دوق بيري وفيليب دوق برغونة وبالإضافة إلى خال الملك لويس الثاني دوق بوربون مارسوا السلطة بشكل منفرد ومناصفة آحيانا بينهم على الملك القاصر شارل السادس.
- 1393 - ؟ : مارست إيزابو البافارية (زوجة الملك)، وبالإضافة إلى أوصياء الأخرون بشكل غير رسمي أبرزهم ابن عمه جان دوق برغونة وشقيقه لويس الأول دوق أورليان السلطة على الملك شارل السادس أثناء فترة مرضه.
- 1418-1422 : الدوفين شارل الوصي على والده الملك شارل السادس أثناء فترة مرضه.
- 1435-1422: جون لانكاستر دوق بيدفورد الأول أصبح الوصي على ابن شقيقه الملك الإنجليزي هنري (الثاني)، على المناطق التي يحتلها الإنجليز خلال حرب المائة عام.
- 1483-1491 : آن (شقيقة الملك) وبالإضافة إلى زوجها بيير دو بوجيو مارسوا السلطة على الملك شارل الثامن بشكل غير رسمي.
- 1515 : مارست لويز من سافوي (والدة الملك) الوصاية على ابنها فرانسوا الأول وذلك بسبب مشاركته في حملة إيطاليا. (المرة الأولى)
- 1526-1524 : مارست لويز من سافوي (والدة الملك) الوصاية على ابنها فرانسوا الأول وذلك بسبب مشاركته في حملة إيطاليا الأخيرة وأسره من قبل الإسبان. (المرة الثانية)

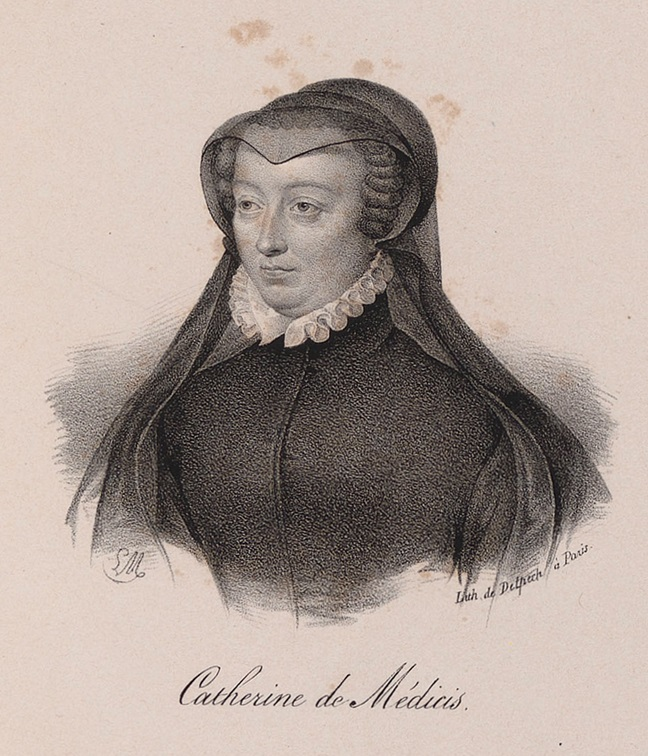
كاثرين دي ميديشي، حيث مارست الوصاية على زوجها وأبنائها.

- 1552 : مارست كاترين دي ميديشي (زوجة الملك) الوصاية على زوجها هنري الثاني وذلك مشاركته في حملته على الإمبراطورية الرومانية المقدسة. (المرة الأولى)
- 1563-1560 : كاثرين دي ميديشي (الوالدة) وصية على ابنها الثاني والقاصر الملك شارل التاسع، بين عامي 1561و62 شارك معها في الوصاية أنطونيو ملك نافارا أمير الدم الأول. (المرة الثانية)
- 1574 : كاثرين دي ميديشي (الوالدة) وصية على ابنها الثالث هنري الثالث وذلك حتى عودته من بولندا بعد تنازله عن العرش هُناك. (المرة الثالثة)
- 1614-1610 : ماريا دي ميديشي (الوالدة) وصية على ابنها القاصر لويس الثالث عشر، رغم انتهاء الوصاية في 1614، إلا أنها استمرت في الحكم حتى 1617.
- 1651-1643 : آنا الإسبانية (الوالدة) وصية على ابنها القاصر لويس الرابع عشر، انتهت الوصاية في 1652، وبعدها حكم الكاردينال مازاران حتى 1661.
- 1672: مارست ماري تيريز الإسبانية (زوجة الملك) الوصاية على زوجها الملك لويس الرابع عشر أثناء مشاركته في الحرب الهولندية.

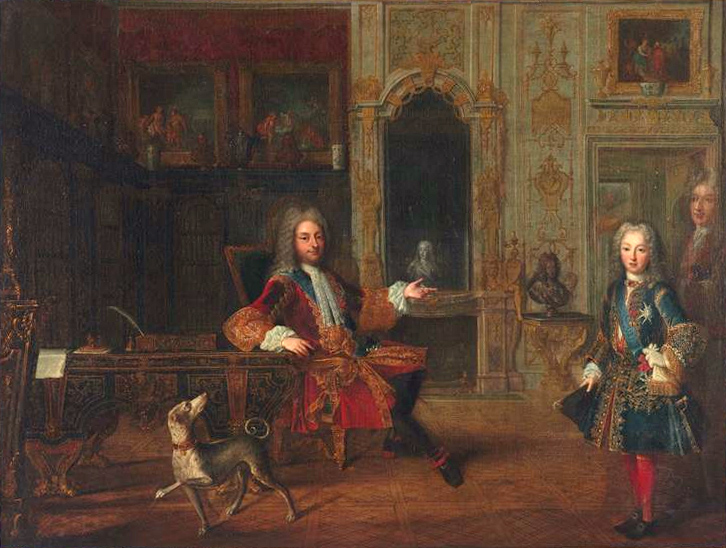
فيليب دورليان مع الملك لويس الخامس عشر.

- 1723-1715 : فيليب الثاني دوق أورليان (ابن عم الملك) مارس الوصاية على الملك القاصر لويس الخامس عشر.
- 1795-1793 : لويس كونت بروفنس (في المستقبل: لويس الثامن عشر) الوصي على ابن شقيقه القاصر لويس السابع عشر.
- 1814-1812 : مارست ماري لويز النمساوية (زوجة الإمبراطور) الوصاية على زوجها الإمبراطور نابليون الأول وذلك بعد مشاركته في معارك التحالف السادس.
- 1815: جوزيف بونابرت (عم الإمبراطور) أصبح الوصي على ابن شقيقه القاصر الإمبراطور نابليون الثاني وذلك أثناء حرب المئة يوم.
- 1830 : لويس فيليب الثالث دوق أورليان (التالي: لويس فيليب الأول) تم تعيينه من قبل الملك السابق شارل العاشر كوصي على حفيده هنري دوق بوردو.
- 1859: أوجيني دي مونيتو (زوجة الإمبراطور) الوصية على زوجها الإمبراطور نابليون الثالث أثناء مشاركته في الحملة الإيطالية. (المرة الأولى)
- 1865: مارست أوجيني الوصاية على زوجها الإمبراطور نابليون الثالث أثناء رحلته إلى الجزائر. (المرة الثانية)
- 1870 : مارست أوجيني الوصاية على زوجها الإمبراطور نابليون الثالث وذلك بعد مشاركته في الحرب البروسية. (المرة الثالثة)